# Château d'Alnwick
Pour les articles homonymes, voir Alnwick (homonymie).
Le château d'Alnwick (en anglais : Alnwick Castle /ˈænɪk ˈkɑːsəl/) est un château et une demeure seigneuriale situé à Alnwick, dans le comté de Northumberland en Angleterre. Ce château, où réside actuellement Ralph Percy, douzième duc de Northumberland, a été construit après la conquête de l'Angleterre par les Normands, et a fait ensuite l'objet de nombreuses restaurations et modifications. C'est un monument classé (« listed building »).
Le château d'Alnwick a été utilisé pour le tournage de nombreux films et séries télévisées, tels que la saga des Harry Potter (Poudlard, notamment dans Harry Potter à l'école des sorciers) ainsi que certaines scènes de la saison 6, épisodes 8 et 9 de la série télévisée Downton Abbey.

## Histoire
Le château d'Alnwick domine une route traversant la rivière Aln. Les éléments les plus anciens du château datent des années 1096. Yves de Vescy, Baron d'Alnwick, noble normand originaire de Vassy dans le Calvados, le fit bâtir pour défendre la frontière nord de l'Angleterre contre les invasions écossaises et les Border Reivers. C'est en 1136, lorsqu'il fut investi par le roi David Ier d'Écosse, que le château a été cité pour la première fois. On l'a décrit, à cette occasion, comme « très solide ». Il fut assiégé une première fois en 1172 puis à nouveau en 1174 par Guillaume 1er d'Écosse, qui fut capturé alors qu'il était à l'extérieur des murs, lors de la bataille d'Alnwick. En 1212, Eustace de Vesci (en), seigneur d'Alnwick, fut accusé  d'avoir monté avec Robert Fitzwalter (en) un complot contre le roi Jean d'Angleterre. En réponse, ce dernier ordonna la démolition du château d'Alnwick et de Baynard's Castle (en), un fief de Fitzwalter dans la cité de Londres. Cependant, à Alnwick, ses ordres n'ont pas été exécutés.
Lorsque la famille de Vescy disparut, ses propriétés et le château d'Alnwick furent confiés par le roi Henri III à un de ses parents, Antony Bek (en), qui les vendit aux Percy. Cette maison noble d'origine normande tira profit des guerres opposant l'Angleterre à l'Écosse et, grâce aux exploits militaires de Henry de Percy (1273-1314), améliora son statut dans le nord de l'Angleterre, statut concrétisé par l'achat, en 1300, de la baronnie d'Alnwick, qui, depuis cette époque, appartient aux Percy, comtes et plus tard ducs de Northumberland.
Le château en pierre acquis par Henry de Percy était un bâtiment de taille modeste, mais il n'attendit pas pour le reconstruire. Bien qu'il ne vécût pas assez longtemps pour voir la fin des travaux, la construction, telle qu'elle était prévue, transforma le château d'Alnwick en une forteresse d'importance majeure le long de la frontière anglo-écossaise. Son fils, également prénommé Henry (1299-1352), continua la construction.
Deux tours (Abbot's Tower et Constable's Tower) et une entrée (Middle Gateway) datant de cette époque sont encore debout aujourd'hui. Les travaux réalisés au château d'Alnwick s'équilibrèrent entre les besoins militaires et les besoins résidentiels de la famille. Ils correspondaient au modèle utilisé en matière de rénovation de châteaux au XIVe siècle dans le nord de l'Angleterre ; plusieurs palais-forteresses, considérés comme « vastes, opulents et spectaculaires » datent de cette époque dans la région, tels que les châteaux de Bamburg et de Raby. En 1345, la famille Percy acquit le château de Warkworth, situé lui aussi dans le Northumberland. Bien que celui d'Alnwick fût considéré comme plus prestigieux, celui de Warkworth devint son lieu de résidence préféré.
Les Percy étaient de puissants seigneurs du nord de l'Angleterre. Henry Percy (1341-1408), 1er comte de Northumberland, se rebella contre le roi Richard II et contribua à le détrôner. Plus tard, il se rebella à nouveau, cette fois contre le roi Henri IV qui, après l'avoir vaincu lors de la bataille de Shrewsbury, le chassa vers le nord jusqu'à Alnwick. Le château se rendit sous la menace d'un bombardement en 1403.
Pendant la guerre des Deux-Roses, les châteaux étaient rarement impliqués dans les batailles, et les conflits se résolvaient généralement dans des combats sur le terrain. Mais le château d'Alnwick faisant partie des trois châteaux détenus par les forces des Lancastre entre 1461 et 1464, ce fut à cet endroit précisément que fut utilisé le « seul moyen de défense d'un château privé », selon l'historien militaire D. J. Cathcart King (en). Il résista au roi Édouard IV jusqu'à sa reddition à la mi-septembre 1461, à la suite de la bataille de Towton. Il fut à nouveau investi pendant l'hiver par William Tailboys qui le céda à William Hastings, Sir John Howard et Sir Ralph Grey d'Heton, fin juillet 1462. Grey en fut nommé capitaine mais se rendit à la suite d'un siège particulièrement dur au début de l'automne. Édouard IV réagit vigoureusement et lorsque Richard Neville arriva en novembre, la reine Marguerite d'Anjou et son conseiller français Pierre de Brézé furent contraints de rallier l'Écosse par mer pour demander de l'aide. Ils organisèrent une force de soutien essentiellement écossaise qui, sous le commandement de George Douglas et de Pierre de Brézé, se mit en route le 22 novembre. L'armée de Richard Neville, conduite par le très expérimenté William Neville et par Anthony Woodville, récemment gracié, empêchèrent la nouvelle d'en parvenir aux garnisons qui mourraient de faim. En conséquence, les deux autres châteaux, Bamburgh et Dunstanburgh, acceptèrent bientôt les conditions et se rendirent. Mais Robert Hungerford et Robert Whittingham tinrent le château d'Alnwick jusqu'à l'arrivée de Brézé et de George Douglas le 5 janvier 1463, obligeant Richard Neville à lever le siège. Les Lancastre ratèrent cependant l'occasion d'amener Richard Neville au combat, étant au contraire bien contents de se replier, ne laissant derrière eux qu'une force symbolique qui se rendit le lendemain. En mars 1463, le château d'Alnwick tomba dans les mains des Lancastre pour la troisième fois depuis la bataille de Towton. Le commandant, Sir John Astley, trahi par Grey d'Heton, fut fait prisonnier et Hungerford reprit le commandement. Mais en 1464, à la suite des triomphes de John Neville lors des batailles de Hedgeley Moor et de Hexham, Richard Neville arriva devant Alnwick le 23 juin et reçut sa reddition le lendemain.
Le 6e comte de Northumberland, Henry Algernon Percy entreprit des rénovations au XVIe siècle. Mais, à la suite de l'exécution en 1572 pour haute trahison de son neveu et héritier Thomas Percy, le château resta inhabité. Dans la seconde moitié du XVIIIe siècle, Robert Adam réalisa de nombreuses modifications. Il privilégia un style intérieur essentiellement néo-gothique, identique à celui de la « villa » d'Horace Walpole, Strawberry Hill House, qui ne reflétait aucunement le style néoclassique habituel de l'architecte.

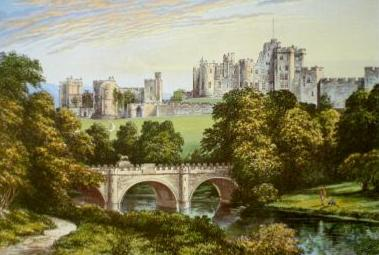
Chromolithographie représentant le château en 1870.

Cependant, au XIXe siècle, Algernon, le 4e duc de Northumberland, fit remplacer une grande partie des modifications d'Adam. Pour ce faire, il alloua la somme de 250 000 livres à Anthony Salvin, qui, entre 1854 et 1865, supprima les ajouts gothiques et d'autres éléments architecturaux. Antony Salvin s'est essentiellement chargé de la cuisine, de la Tour Prudhoe (Prudhoe Tower), du logement résidentiel et de l'agencement des quartiers intérieurs. Selon le site officiel, on peut encore voir de nombreuses traces des travaux effectués par Adam, mais peu ou aucune dans les pièces principales ouvertes au public qui ont été redécorées par Luigi Canina dans un somptueux style italianisant durant l'époque victorienne.

## Usage actuel
Le duc actuel[Quand ?] ainsi que sa famille habitent dans le château, mais n'en occupent qu'une partie. Le château est ouvert au public tout l'été. Après celui de Windsor, il est le second plus grand château habité en Angleterre. Selon l'Historic Houses Association, Alnwick fut la dixième demeure seigneuriale la plus visitée en Angleterre en 2006, avec 195 504 visiteurs.
Depuis la Seconde Guerre mondiale, certaines parties du château ont été utilisées par divers établissements éducatifs : tout d'abord par une école de filles, la Newcastle Church High School for Girls, puis, de 1945 à 1975, par un centre de formation des enseignants et, depuis 1981, par l'Université d'État de Saint Cloud qui y installa un campus délocalisé contribuant à son programme d'études internationales.

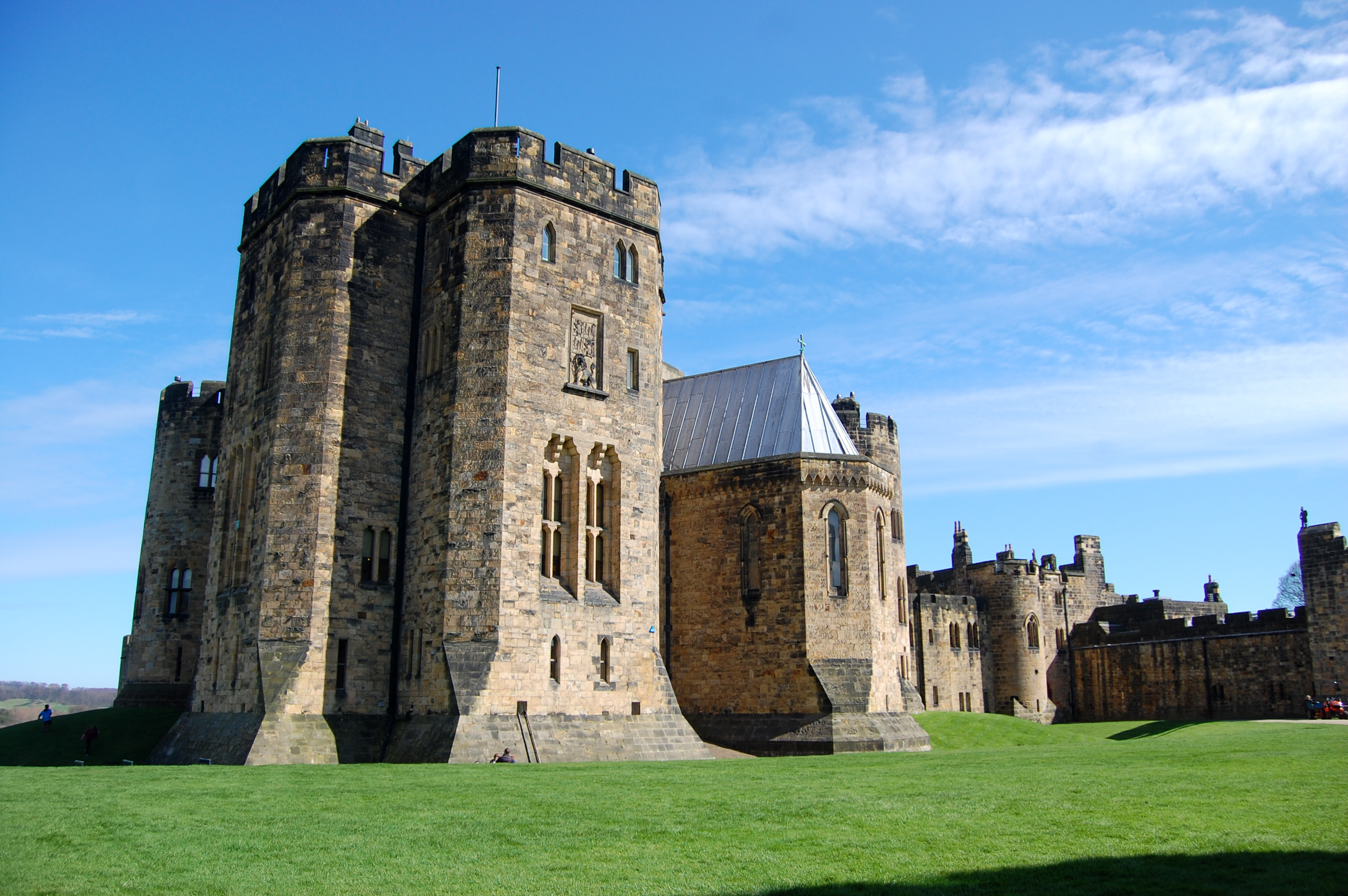
L'extérieur vu du nord-ouest.

Des expositions spéciales sont abritées dans trois des tours d'enceinte. En plus d'une exposition sur les ducs de Northumberland soulignant leur intérêt pour l'archéologie, on trouve dans la tour appelée Potern Tower des fresques de Pompéi, des reliques de l'Égypte antique et des objets romano-britanniques. La Constable's Tower abrite des expositions militaires telles que celle montrant les Percy Tenantry Volunteers, des soldats volontaires locaux recrutés pour repousser l'invasion projetée par Napoléon pendant la période 1798-1814. L’Abbot's Tower abrite le musée des fusiliers du Northumberland (en).
D'autres aménagements sont ouverts au public, tels que la Quest Knight (anciennement appelée la Knight's School, l'école des chevaliers), la Dragons Quest, le magasin de souvenirs, le Courtyard Cafe et le restaurant Le sanctuaire (The Sanctuary) situé dans le château.

### Décors de cinéma
Le château a de nombreuses fois été utilisé comme décor pour le cinéma ou la télévision. Son état contraste avec la grande majorité des châteaux dans le pays qui sont en ruines et impropres à l'habitation.
Parmi les nombreuses usages on peut citer le film Becket (1964), la série de la BBC La Vipère noire (1983-2002), ou Robin des Bois, prince des voleurs (1991). Les studios Disney ont utilisé le château comme décor pour le film Un cosmonaute chez le roi Arthur (1979).
Le château a été aussi utilisé comme décor pour l'intérieur et l'extérieur de l'école de Poudlard dans les films d'Harry Potter (2001-2011), plusieurs scènes du film Transformers: The Last Knight (2017) (intérieur et extérieur), ainsi que pour certaines scènes de la série télévisée Downton Abbey (2010-2015), ce qui a augmenté l'intérêt du public pour Alnwick. Les images grand angle sont générées par ordinateur.

## Construction

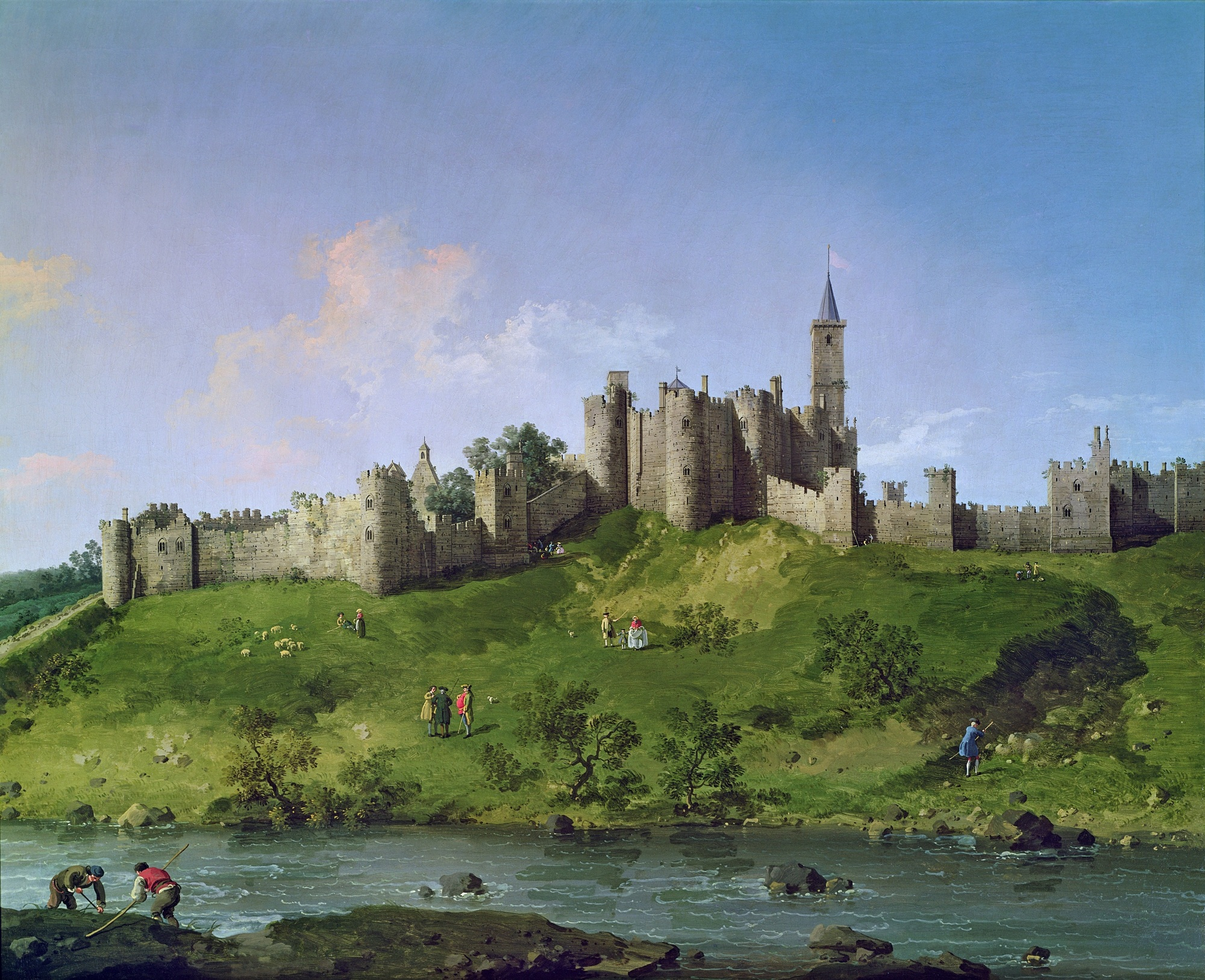
Le château, peint par Canaletto, vers 1750.

La rivière Aln passe devant le château, côté nord. Un profond ravin au sud et à l'est sépare le château de la ville. Au XIIe siècle, la disposition générale du château d'Alnwick était déjà celle qu'on lui connaît aujourd'hui. Il se distingue des autres châteaux les plus anciens d'Angleterre par l'absence d'un élément caractéristique : le donjon carré.
Le château est constitué de deux cercles principaux de bâtiments. Le cercle intérieur, constitué par le grand donjon-coquille (shell keep en anglais) du XIIe siècle qui renferme une cour intérieure et contient le majestueux logis seigneurial. Cette structure se trouve elle-même au centre d'une immense cour intérieure (la basse-cour) entourée d'une seconde ligne de défense flanquée de nombreuses tours et de deux portes d'accès diamétralement opposées, l'une donnant sur les faubourgs de la ville et l'autre tournée vers la campagne. Le donjon de type coquille n'est pas une particularité propre au château d'Alnwick : on en trouve de nombreux exemples en Grande-Bretagne et le modèle s'est même exporté sur le continent au XIIe siècle puisqu'en France il en existe un très bel exemple au château de Gisors (Eure). Le bloc central (le donjon coquille du XIIe siècle) n'étant pas assez grand pour contenir tous les aménagements requis pour les siècles à venir, notamment les bâtiments nécessaires pour abriter les services et héberger la nombreuse domesticité, on construisit une vaste gamme de bâtiments le long du mur intérieur de la basse-cour. Ces deux zones d'habitation (le logis seigneurial et les bâtiments des services) sont reliées par une construction qui fait le lien entre eux. Le long des murs d'enceinte se trouvent des tours à intervalles réguliers. Environ un sixième du mur d'enceinte a été ramené quasiment à hauteur du sol du côté de la cour intérieure afin de pouvoir ménager une vue sur le parc. Du côté qui surplombe la rivière Aln et en contrôle donc son pont, le mur d'enceinte de la basse-cour aurait été arasé au XVIe siècle afin de former une vaste terrasse d'artillerie dont les canons prenaient le pont sous leur feu.
Le château d'Alnwick possède deux parcs. Immédiatement au nord, il existe un parc relativement petit situé au-dessus de la rivière, qui fut aménagé par Lancelot Brown (« Capability Brown ») et Thomas Call au XVIIIe siècle, il est localement connu sous le nom suivant : Les Pâturages. À proximité se trouve Hulne Park, un parc beaucoup plus grand, qui contient les vestiges du Prieuré Hulne (en).
Le château est en bon état et est utilisé à de nombreuses fins. Il est un lieu de résidence pour le duc actuel et sa famille et abrite des bureaux pour le Northumberland Estates qui gère l'agriculture extensive et le patrimoine du duc.
Les remparts d'Alnwick sont surmontés par des figures sculptées vers 1300 environ ; l'historien Matthew Johnson note qu'à peu près à cette période, on trouvait dans le nord de l'Angleterre plusieurs châteaux décorés de la sorte, comme celui de Bothal, de Lumley et de Raby.

## Le jardin d'Alnwick

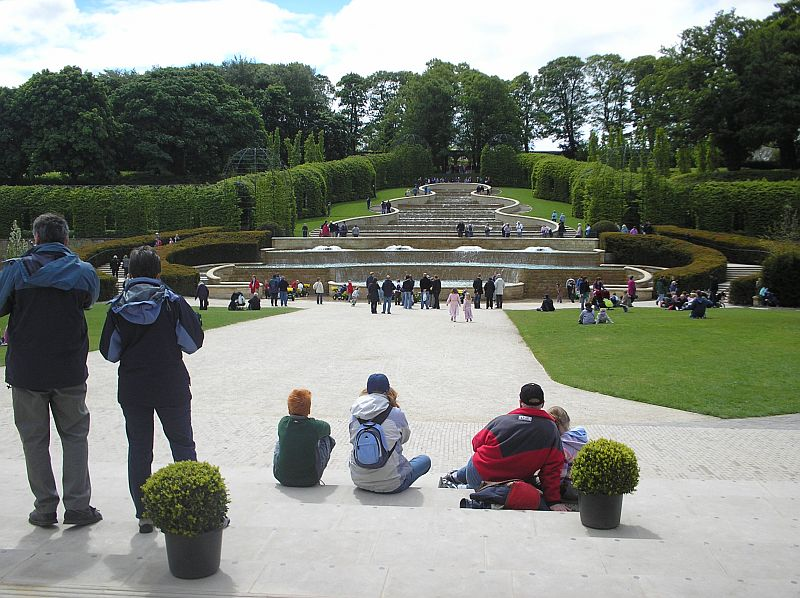
Les jardins d'Alnwick.

À proximité du château se trouve un grand domaine intégrant plusieurs espaces verts connu sous le nom du jardin d'Alnwick (Alnwick Garden en anglais).